# 桃坪镇 (理县)
桃坪乡，是中华人民共和国四川省阿坝藏族羌族自治州理县下辖的一个乡镇级行政单位。

## 行政区划
桃坪乡下辖以下地区：
桃坪村、佳山村、古城村、东山村和曾头村。

## 中国传统村落
2012年，桃坪村被评为首批“中国传统村落”。
2024年11月15日，桃坪村被联合国旅游组织执行委员会列入2024年“最佳旅游乡村”名单。